# Herbert Baxter Adams
Herbert Baxter Adams, född den 16 april 1850 i Shutesbury i Massachusetts, död den 30 juli 1901, var en amerikansk historiker.
Adams blev 1883 professor vid Johns Hopkins University i Baltimore och var sekreterare i American Historical Association ("Amerikanska historiska sällskapet") från dess grundande (1882).
Bland hans skrifter märks History of the cooperation in the United states (1888) samt en mängd monografier i de av honom utgivna Johns Hopkins university studies in historical and political science (från 1882) och Contributions to the educational history of the United states (från 1887).